# Andreas Renatus Högger
Andreas Renatus Högger (Sankt Gallen, 19 april 1808 - aldaar, 4 april 1854) was een Zwitsers kunstschilder uit de 19e eeuw en uitvinder.

## Biografie
Andreas Renatus Högger startte zijn artistieke carrière met tekenlessen bij de Sankt Gallische schilder Daniel Wilhelm Hartmann en ging nadien in de leer bij Johann Heinrich Tobler van 1826 tot 1827 en bij Johann Jakob Meyer van 1827 tot 1828. Vervolgens studeerde hij tot 1832 in München. In 1832 sloot hij zich aan bij de vereniging voor schone kunsten van zijn geboortestad, waar hij tekenlessen gaf tot 1834. Nadien gaf hij les in privéscholen van Karl Völker, aanvankelijk in Liverpool van 1834 tot 1839, en later in Heerbrugg, in het kanton Sankt Gallen, van 1840 tot 1843.
In 1846 zette Högger een punt achter zijn carrière als schilder en werd hij uitvinder. Zijn uitvindingen kenden evenwel geen commercieel succes.
- Gemeinsame Normdatei: 122796446
- Historisch woordenboek van Zwitserland: 022444
- International Standard Name Identifier: 0000 0000 2206 2289
- RKD-Nederlands Instituut voor Kunstgeschiedenis: 125956
- SIKART: 4023080
- Union List of Artist Names: 500357338
- Virtual International Authority File: 904714
- WorldCat: E39PBJjXgfTt48Xcm3BJcy4THC